# Фоксрок

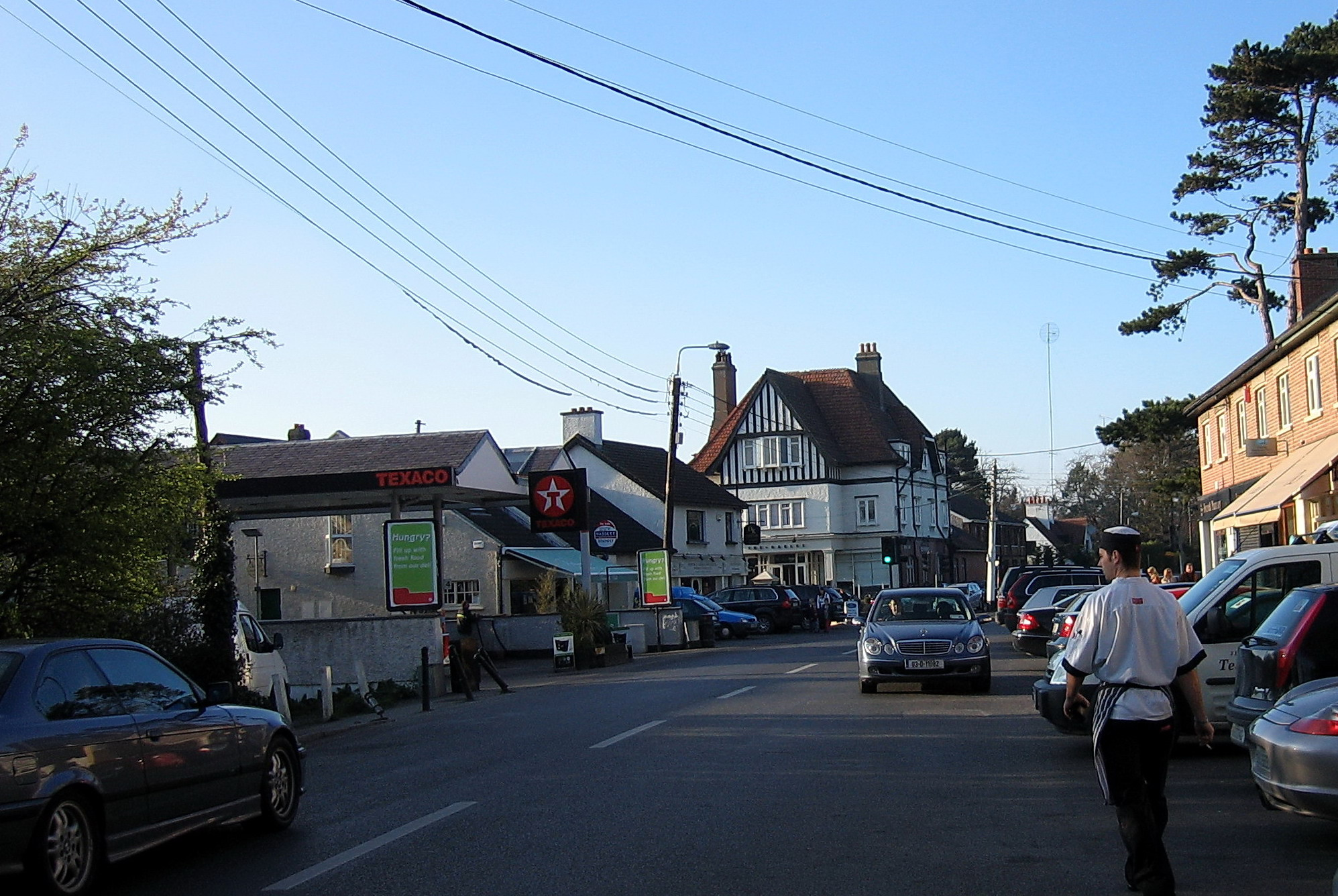

Фоксрок (англ. Foxrock; ирл. Carraig an tSionnaigh) — пригород в Ирландии, находится в графстве Дун-Лэаре-Ратдаун (провинция Ленстер). Население — 11 566 человек (согласно переписи 2006 года).